# Iain De Caestecker
Pour les articles homonymes, voir De Caestecker.
Iain De Caestecker, né le 29 décembre 1987 à Glasgow en Écosse, est un acteur écossais surtout connu pour son rôle du Dr Leo Fitz, un agent du SHIELD spécialisé dans la physique, la mécanique et les sciences dans la série Marvel : Les Agents du SHIELD.

## Biographie
Fils de deux médecins – et d'origine belge par son père –, Iain De Caestecker est né à Glasgow en Écosse dans une fratrie de quatre enfants. Il a notamment une sœur jumelle.
Iain De Caestecker commence sa carrière d'acteur enfant, dans un court-métrage tourné à Aberdeen, Billy and Zorba. En 2000, il décroche un petit rôle au cinéma dans le film Le Petit Vampire. Après avoir étudié l'art dramatique à l'université Langside College (en) à Glasgow quelques années, et joué dans les séries télévisées britanniques Coronation Street et Lip Service. Il décroche son premier rôle dans une série de science-fiction diffusée en 2011 sur la BBC, The Fades, dans laquelle il joue Paul Roberts durant 6 épisodes. Il incarne également James Herriot dans la mini-série en 3 épisodes Young James Herriot (en). En 2012, il est nommé aux British Academy Scotland Awards (en) pour ce rôle, comme « meilleur acteur de télévision ».
En novembre 2012, Iain De Caestecker auditionne pour la série Marvel : Les Agents du SHIELD, dans laquelle il obtient l'un des rôles principaux. Ryan Gosling lui donne un rôle principal dans son premier long métrage en tant que réalisateur, Lost River sorti en 2014.
En 2013, De Caestecker apparaît dans le clip de la chanson Please Don't Say You Love Me (en) de Gabrielle Aplin.

## Filmographie

### Cinéma
| Année | Titre                    | Rôle           | Notes                   |
| ----- | ------------------------ | -------------- | ----------------------- |
| 1999  | Billy and Zorba          | Billy          | Court-métrage           |
| 2000  | Le Petit Vampire         | Nigel          | Film d'Uli Edel         |
| 2003  | 16 Years of Alcohol (en) | Frankie enfant | Film de Richard Jobson  |
| 2003  | All Over Brazil          | Steven         | Court-métrage           |
| 2012  | Up There (en)            | Tommy          | Film de Zam Salim       |
| 2012  | Shell                    |                | Film de Scott Graham    |
| 2013  | Not Another Happy Ending | Roddy          | Film de John McKay      |
| 2013  | Ordure !                 | Ocky           | Film de Jon S. Baird    |
| 2013  | In Fear                  | Tom            | Film de Jeremy Lovering |
| 2014  | Lost River               | Bones          | Film de Ryan Gosling    |
| 2014  | Liam and Lenka           | Liam           | Court-métrage           |
| 2018  | Overlord                 | Chase          | Film de Julius Avery    |
| 2021  | Upstairs                 | Tim            | Court-métrage           |

### Télévision
| Année       | Titre                            | Rôle                        | Notes |
| ----------- | -------------------------------- | --------------------------- | --- |
| 2001        | Monarch of the Glen (en)         | Angus « Ricky » MacDonald   | Série télévisée (1 épisode)                                                                                            |
| 2001 - 2003 | Coronation Street                | Adam Barlow                 | Série télévisée (Acteur récurrent, 21 épisodes)                                                                        |
| 2002        | Rockface (en)                    | Dan                         | Série télévisée (1 épisode)                                                                                            |
| 2009        | River City (en)                  | Stuart                      | Série télévisée (1 épisode)                                                                                            |
| 2009        | Taggart                          | Davy Kincaid                | Série télévisée (1 épisode)                                                                                            |
| 2010        | Lip Service                      | Darren                      | Série télévisée (4 épisodes)                                                                                           |
| 2011        | The Fades                        | Paul Roberts                | Série télévisée (6 épisodes)                                                                                           |
| 2011        | Young James Herriot (en)         | James Herriot               | Mini-série télévisée (3 épisodes) Nommé - 2012 British Academy Scotland Awards (en) comme meilleur acteur - Télévision |
| 2012        | The Secret of Crickley Hall (en) | Percy Judd                  | Mini-série télévisée (3 épisodes)                                                                                      |
| 2013 - 2020 | Marvel : Les Agents du SHIELD    | Agent et Dr Leo Fitz        | Série télévisée (Acteur principal)                                                                                     |
| 2016        | Ultimate Spider-Man              | Agent et Dr Leo Fitz (voix) | Série télévisée d'animation 1 épisode : saison 4, épisode 5, Une taupe parmi les lézards (Lizards)                     |
| 2020        | Us                               | Young Douglas               | Mini-série ; 4 episodes                                                                                                |
| 2020        | Roadkill                         | Duncan Nock                 | Mini-série ; 4 episodes                                                                                                |
| 2022        | The Control Room                 | Gabe                        | Mini-série ; 3 épisodes                                                                                                |

## Voix francophones
En version française, Arnaud Laurent est la voix régulière d'Iain De Caestecker depuis Marvel : Les Agents du SHIELD. Il retrouve l'acteur dans Lost River, Overlord ou encore The Control Room. À titre exceptionnel, il est doublé par Yannick Besson dans The Winter King.